# Rio dos Cedros (kommun)
Rio dos Cedros är en kommun i Brasilien.   Den ligger i delstaten Santa Catarina, i den södra delen av landet, 1 200 km söder om huvudstaden Brasília. Antalet invånare är 10 280.
I omgivningarna runt Rio dos Cedros växer i huvudsak städsegrön lövskog. Runt Rio dos Cedros är det mycket glesbefolkat, med 7 invånare per kvadratkilometer.